# 軍国主義

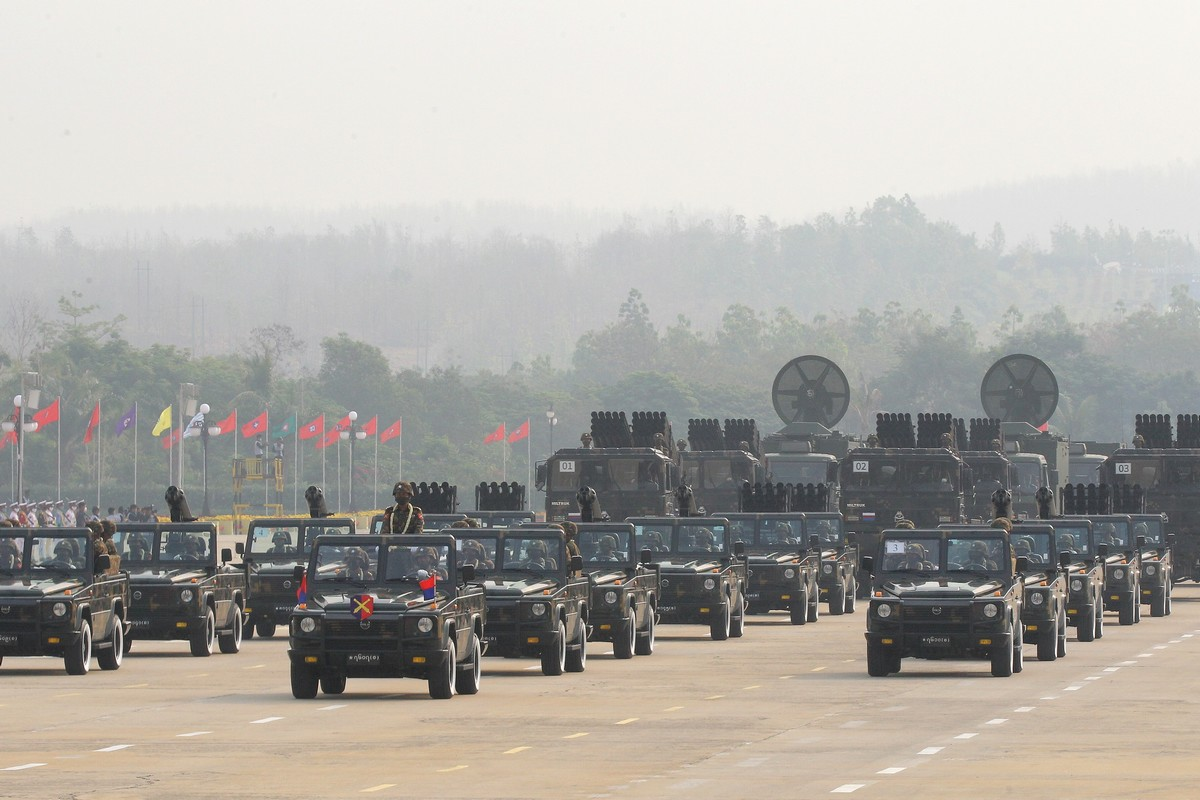
ミャンマー軍の軍事パレード

軍国主義（ぐんこくしゅぎ、英: militarism, 独: Militarismus）または軍事主義（ぐんじしゅぎ）もしくはミリタリズムとは、外交の手段として戦争を重視し、政治、経済、教育、文化などのあらゆる活動は、軍事力強化のために行わなければならないとする国家体制や思想をいう。
軍国主義を採る人物を「軍国主義者」という。

## 概説

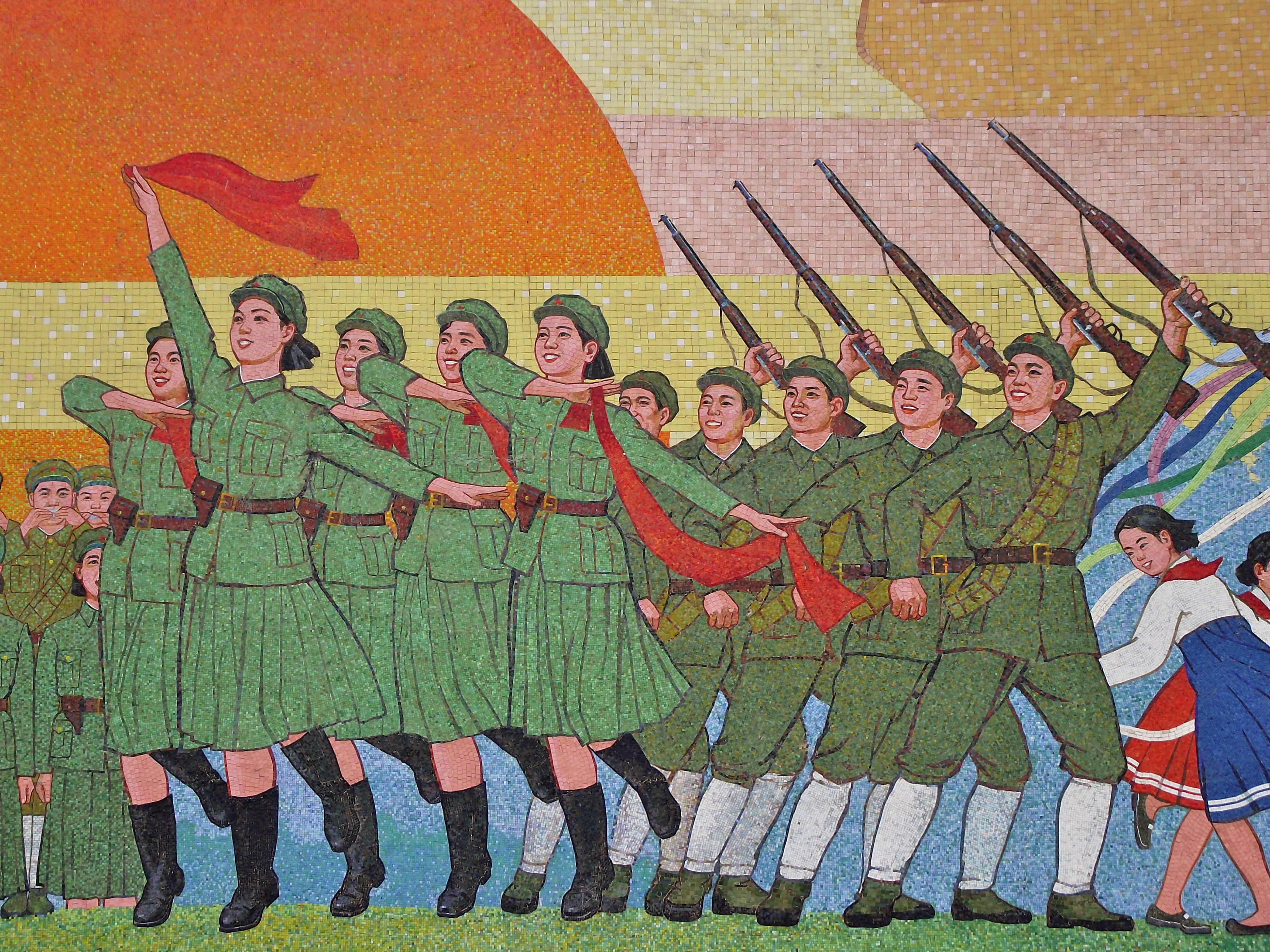
北朝鮮のプロパガンダ

軍国主義の国家においては、軍が国家の中心となるため、軍人は国民から尊敬を集めるようになる。また、社会全体が軍事的に編成され、社会のすみずみに軍隊的な考え方が浸透し、国家全体がまるで兵営のようになる。よって、軍国主義の国家は「兵営国家」とも呼ばれる。
軍国主義は、遡れば古代から存在し、たとえば古代ギリシアではスパルタ、中世のカロリング朝など様々な例があるが、世界的に流行し、その害悪がひどいものだと自由主義者などから批判されるようになったのは、19世紀半ば以降であると見られる。
19世紀半ばに社会主義者や共和主義者がフランスのナポレオン3世の第二帝政を批判する言葉として使ったのが最初の使用例と見られている。「帝国主義」という言葉もこの時期に使用されるようになったと見られる。

国際的次元では「平和を脅かした国家」という他国批判の材料となってきた言葉である。第一次世界大戦中や戦後はドイツ帝国（第二帝国）が軍国主義と批判されてヴェルサイユ体制下で国際社会から戦争の責任を追及され、同様に第二次世界大戦後にはドイツ（第三帝国）と日本が軍国主義と批判されて国際社会から戦争の責任を追及されてきた。
2024年現在においては先軍政治を掲げる北朝鮮や、ウクライナ侵攻で軍国主義的な手法を取ったロシアを非難しようとする動きがある。

## 日本における事例

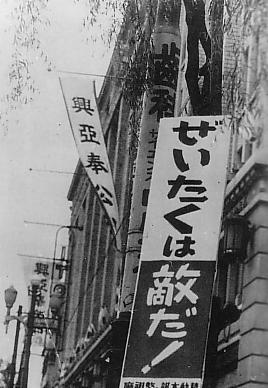
1937年から日本において実施された、国民精神総動員運動のスローガンのひとつ「ぜいたくは敵だ」の広告。国民を戦争に協力させるために、節制を呼びかけている。

### 日本政府における定義
1973年、時の内閣官房副長官・大村襄治は、軍国主義思想とは「一国の政治、経済、法律、教育などの組織を戦争のために準備し、戦争をもって国家威力の発現と考え、そのため、政治、経済、外交、文化などの面を軍事に従属させる思想をいう」と定義づけた。

### 内閣総理大臣および閣僚の「非軍国主義者」規定
なお、1973年の段階では、日本の首相や国務大臣（閣僚）は「軍国主義者であってはならない」と、（政府内部で）一応は認識されていた。